# Bergkwartier (Deventer)
Het Bergkwartier is een buurt in het centrum van de Nederlandse stad Deventer. De buurt is gelegen op een oud rivierduin bij de voormalige monding van de Schipbeek in de IJssel. Op deze hoogte werd in de middeleeuwen de Sint-Nicolaas- of Bergkerk gebouwd. 

## Ligging en eerste geschiedenis
De Schipbeek vormde de zuidoostelijke grens van het Bergkwartier, alwaar een deel van de haven van Deventer gelegen was. Behalve hout en andere goederen werd hier ook haring verhandeld, waar de straatnaam Bokkingshang nog naar verwijst. Aan de andere zijde van de Schipbeek lag de Raambuurt, waar tijdens de industrialisatie fabrieken verrezen. Vele arbeiders van deze fabrieken woonden in het Bergkwartier, waar grote vaak middeleeuwse panden in de negentiende eeuw werden opgesplitst in eenkamerwoningen. Ook binnenterreinen werden volgebouwd waardoor de beruchte gangen of sloppen ontstonden. Aan de westzijde wordt de buurt afgebakend door het centrale plein van de hanzestad, de Brink.
De buurt was vanuit de stad vrij toegankelijk, maar werd in het noorden en oosten omringd door een stadsmuur en een gracht. De Brinkpoort in het noorden, de Zandpoort in het zuidoosten en de Bergpoort in het noordoosten vormden de verbindingen met de buitengebieden. De Bergpoort wordt deels aan Hendrick de Keyser toegeschreven en staat sinds 1885 in de tuin van het Rijksmuseum in Amsterdam.

## Opvallende gebouwen
De iconische Sint-Nicolaas- of Bergkerk was niet het enige religieuze gebouw in de buurt. In de Golstraat staat de Grote Synagoge van Deventer die in 1892 naar ontwerp van stadsarchitect Jan Anthony Mulock Houwer gebouwd is. Nadat het gebouw in de periode van 1951 tot 2010 gebruikt was door de Christelijke Gereformeerde Kerk, is de synagoge tussen 2010 en 2018 weer gebruikt voor Joodse diensten. Aan de Muntengang werd tot 2012 het voormalige muntgebouw, waar vroeger de Deventer munt werd geslagen, gebruikt door de Nieuw-apostolische kerk. Dit historische pand met de muntentoren werd na de Tweede Wereldoorlog weer grotendeels opgebouwd aan de hand van Wim Knuttel.
Naast de bedrijvigheid in de Raambuurt, kende het Bergkwartier ook een opkomende bedrijvensector. De Deventer Capsulefabriek vormde de grootste fabriek in de buurt, waarvan op de Prinsenplaats de schoorsteen resteert.

## Stadsherstel
Na de Tweede Wereldoorlog was het Bergkwartier een verpauperde buurt. Tegen de voorgenomen sloop kwam een aantal Deventenaren in opstand. In reactie daarop werd een werkgroep opgericht die in 1967 omgevormd werd tot een stichting en in 1968 werd de NV Bergkwartier in het leven geroepen. Onder verantwoordelijkheid van minister Marga Klompé werd in 1967 geld voor renovatie vrijgemaakt. In 1969 was de restauratie grotendeels voltooid. Ter herinnering daaraan onthulde Prins Claus een reliëf aan de muur van Bergstraat 37-39. Het stelt Sint Nicolaas voor die een zak subsidiegeld in het Bergkwartier uitstort.
In de jaren 1980 verhuisde de DAIM-fabriek uit het Bergkwartier naar een industrieterrein. De gebouwen maakten plaats voor woningen; er bleef alleen een deel van de schoorsteen gehandhaafd.
De Walstraat is een grotendeels op particulier initiatief opnieuw tot ontwikkeling gekomen straat met veel kleine winkels met een specialistisch aanbod. Sedert 2007 vormt deze straat de verbinding tussen het oude centrum van Deventer en het winkelgebied met grote formules bij de voormalige Boreelkazerne. NV Bergkwartier heeft na restauratie van panden in het Bergkwartier ook in andere delen van het centrum panden hersteld en in beheer genomen.
Veel panden in het Bergkwartier zijn door de overheid aangewezen als rijksmonument. De buurt trekt door zijn pittoreske uitstraling toeristen naar de stad. Sinds 1991 vindt er jaarlijks in december het Dickens Festijn plaats.

## Galerij

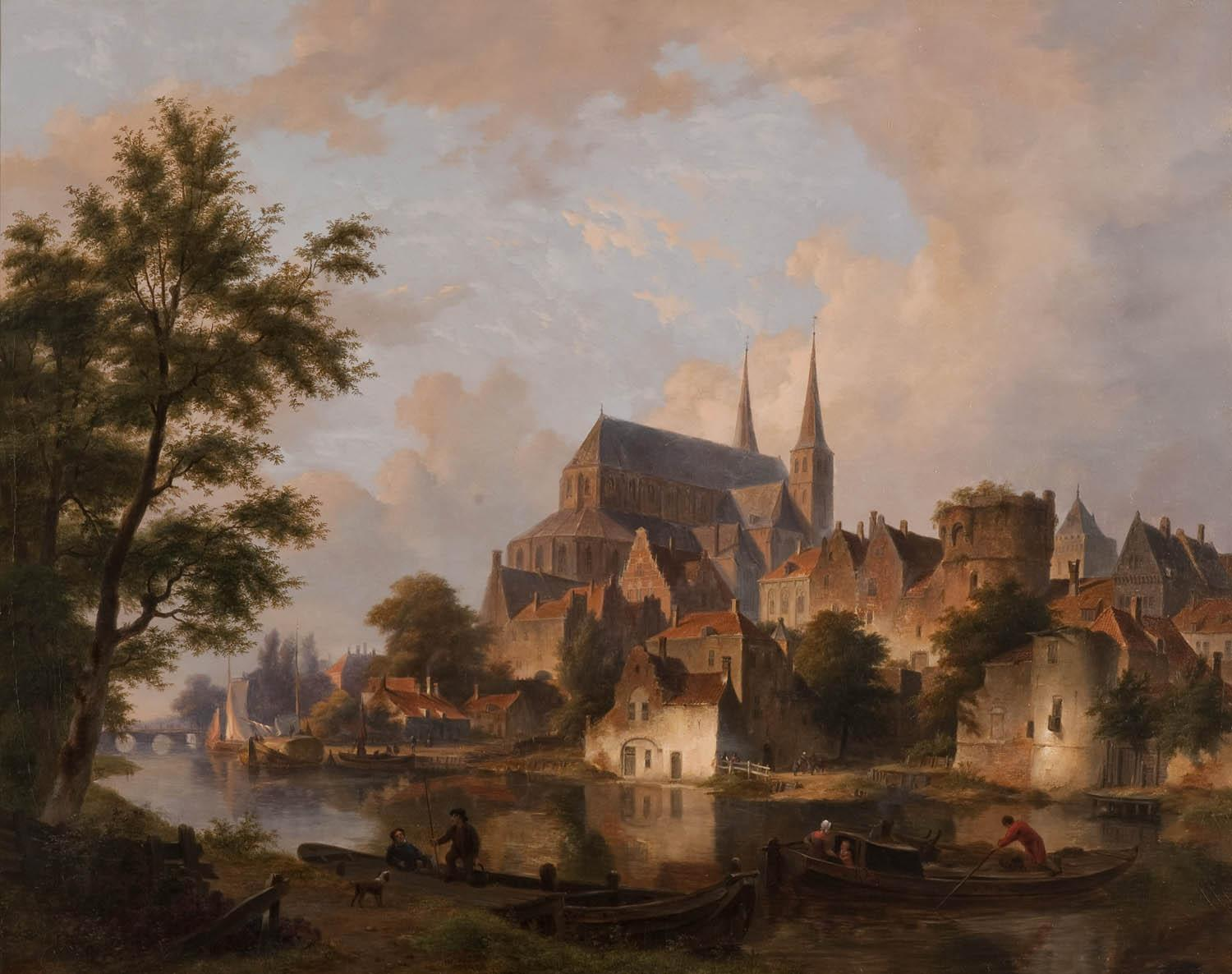
Geromantiseerd gezicht op het Bergkwartier door Bartholomeus Johannes van Hove
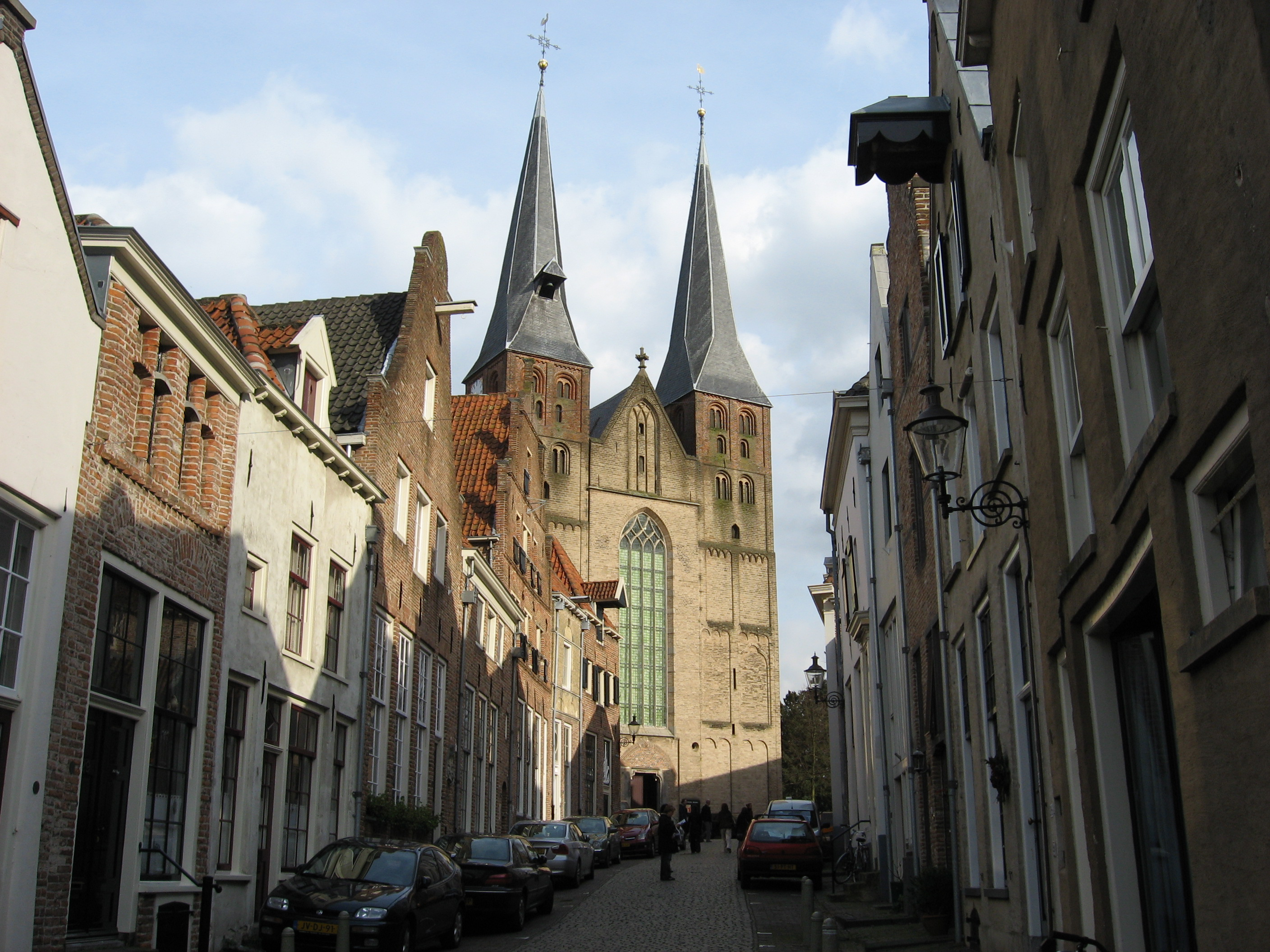
Sint-Nicolaas- of Bergkerk vanuit de Bergstraat
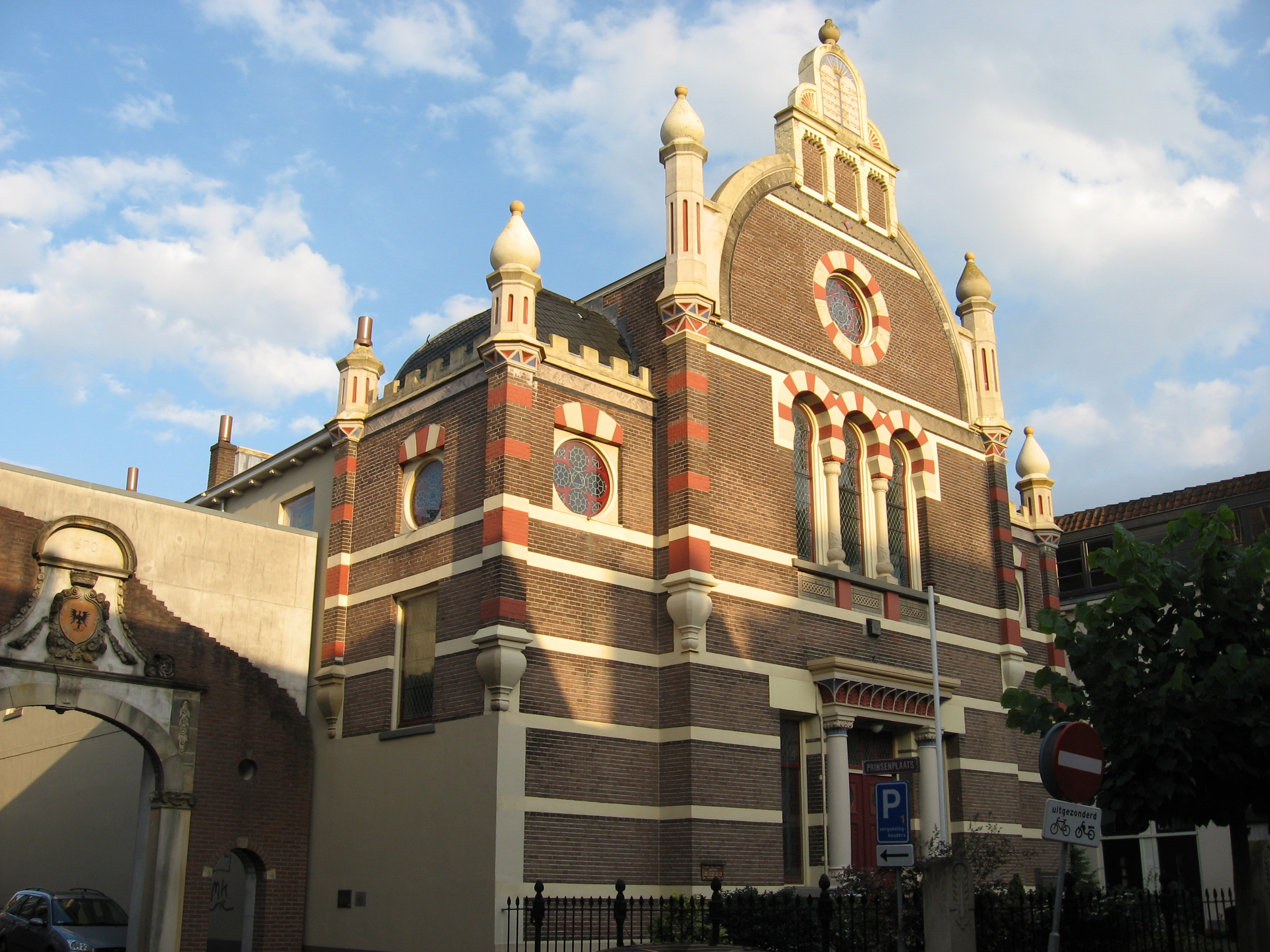
Grote Synagoge, Golstraat 23
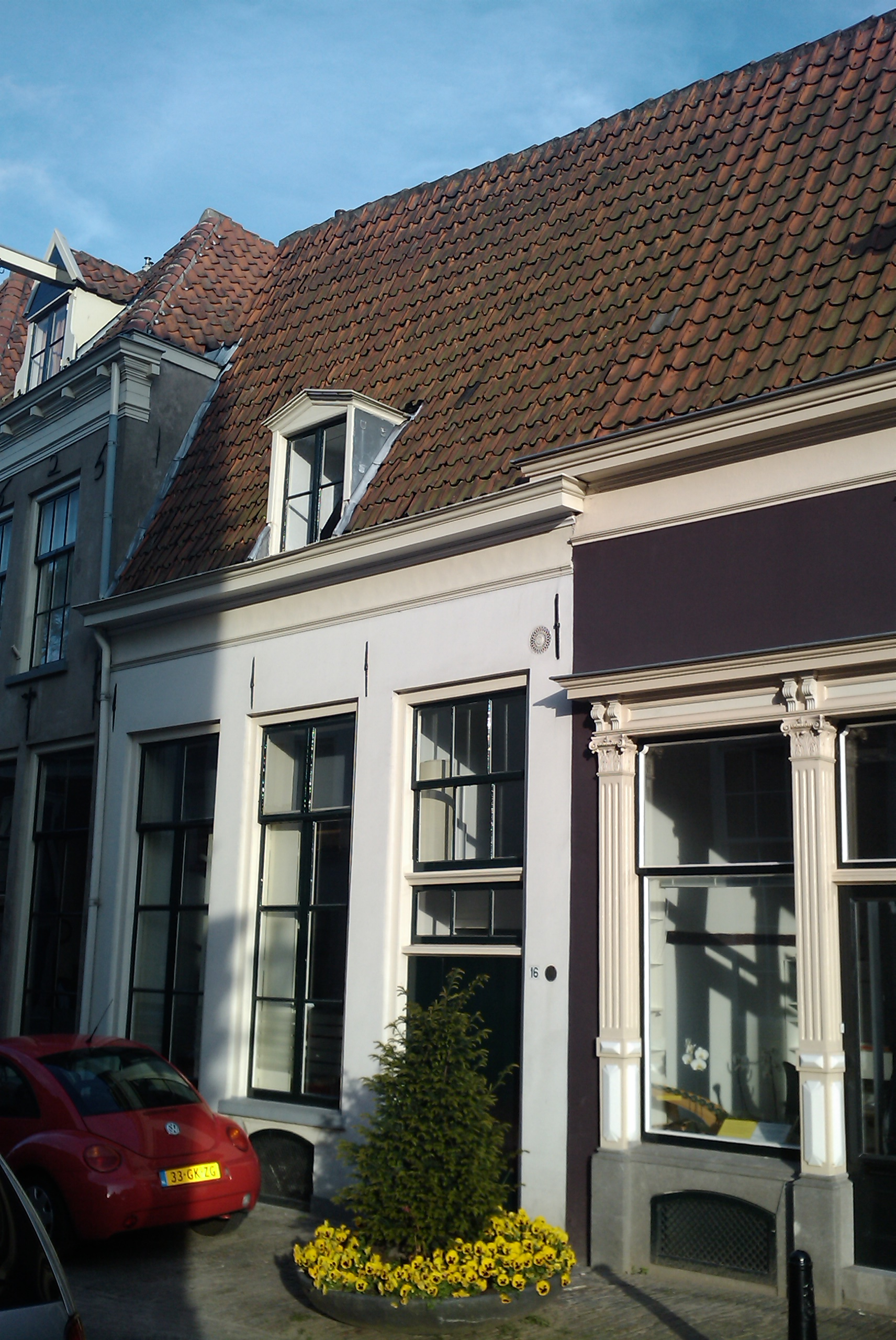
Bergschild 16
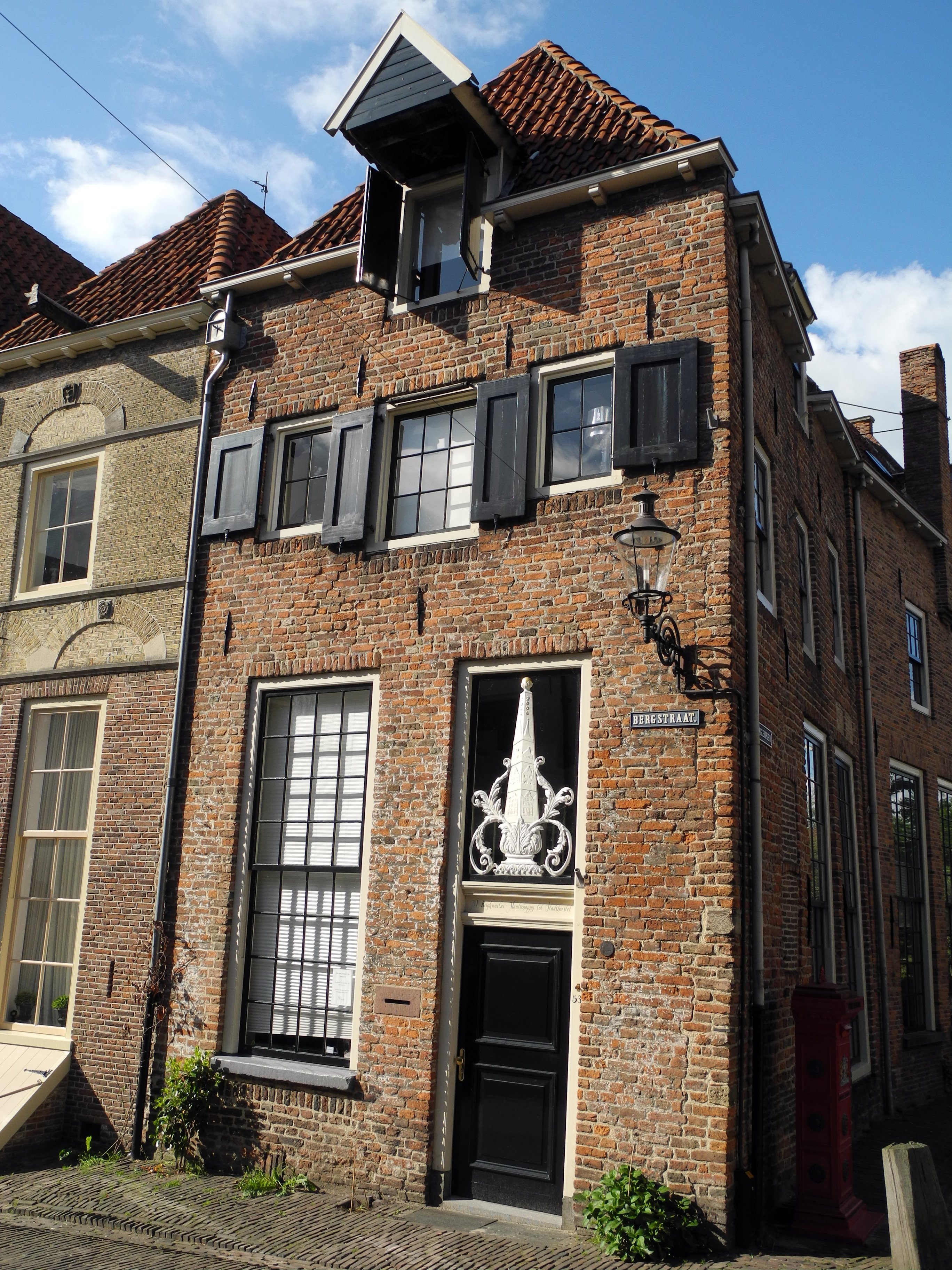
Bergstraat 53
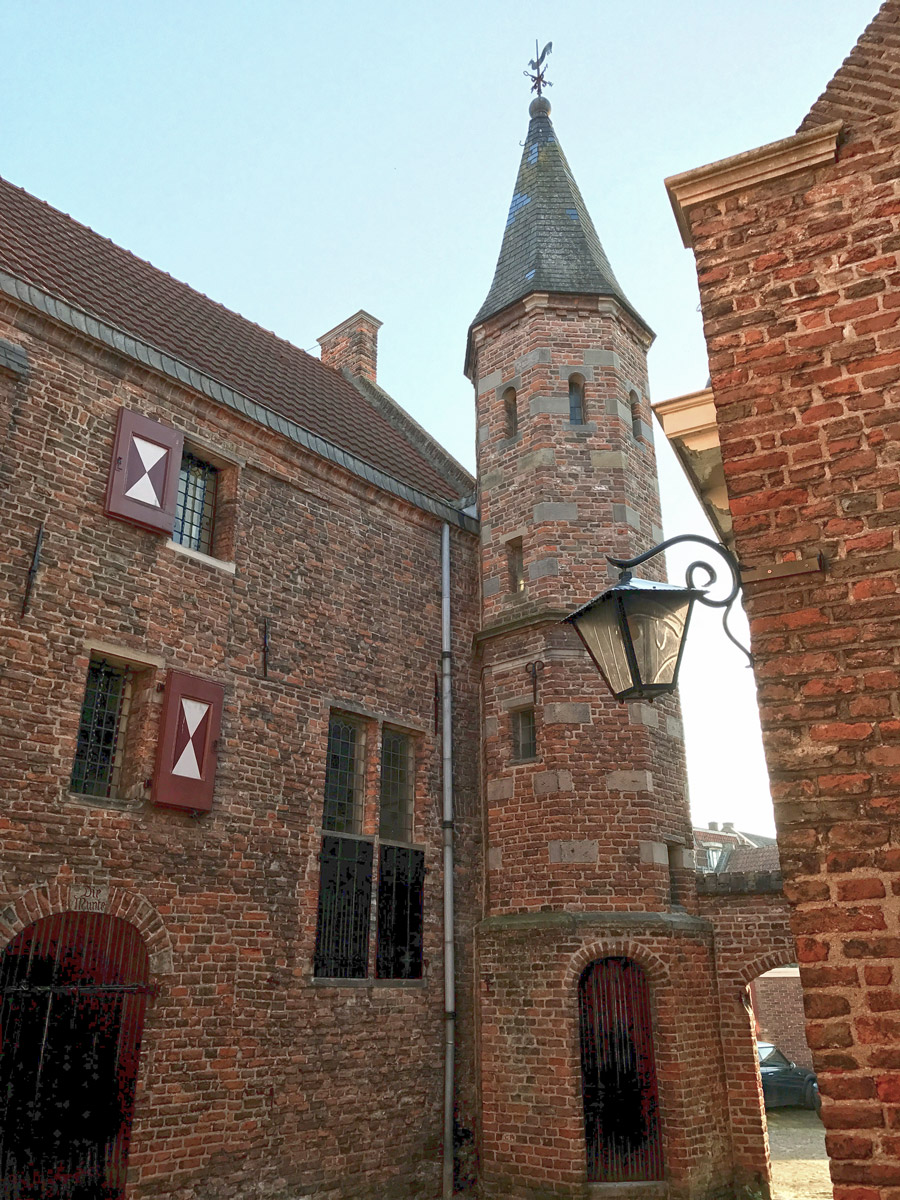
Munttoren, Muntengang 2
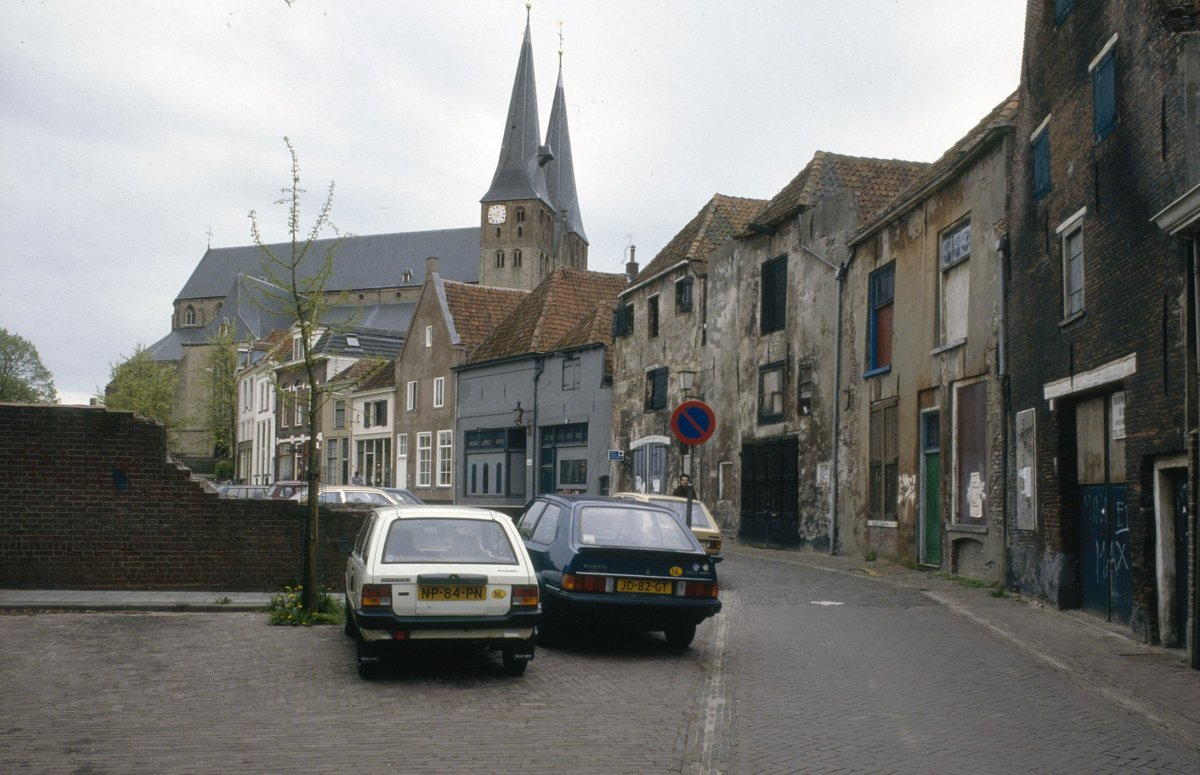
Afbraak van de DAIM-fabriek in de jaren tachtig
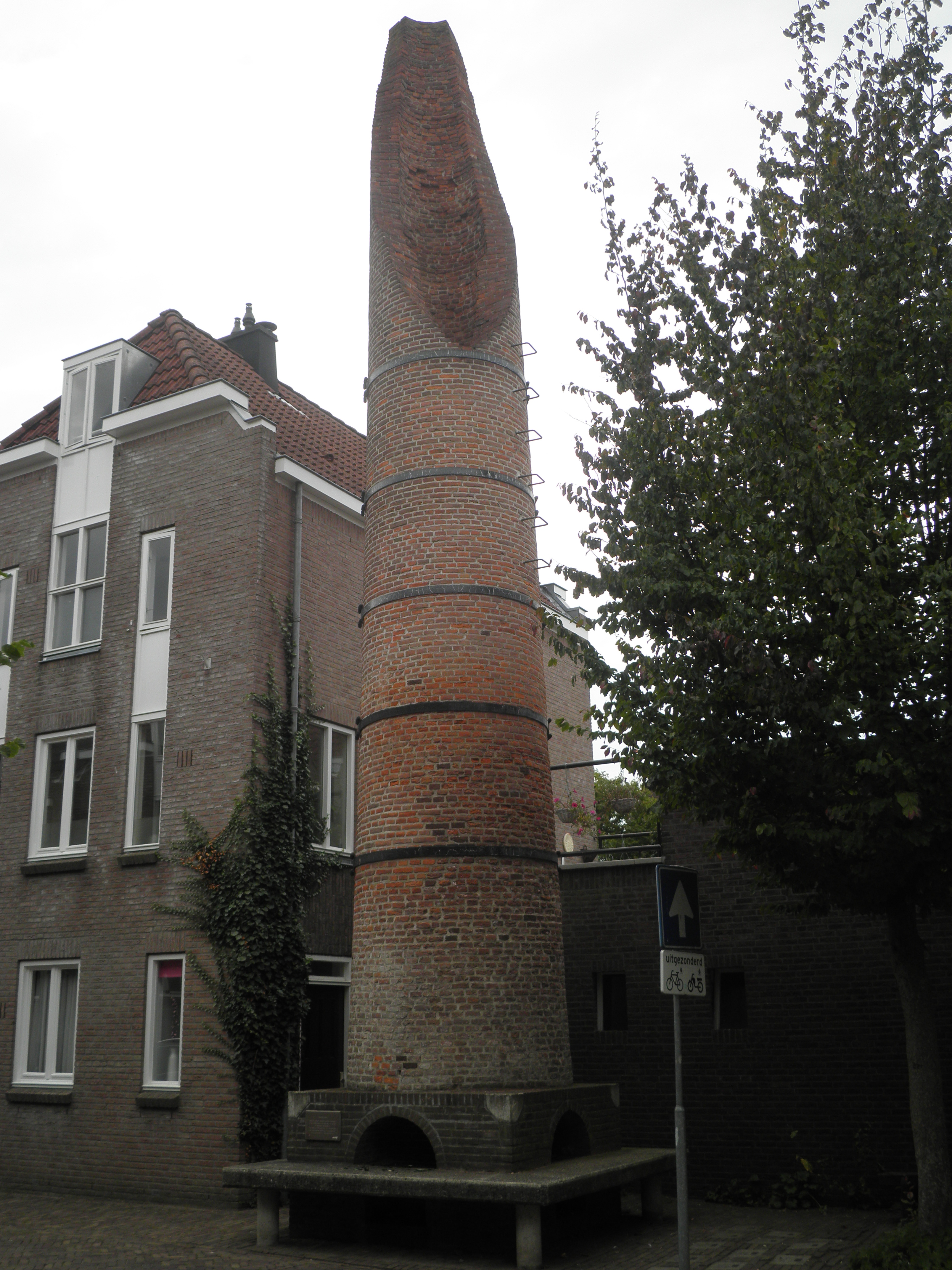
Restant schoorsteen DAIM-fabriek op de Prinsenplaats